# Fracture (2007)
Fracture is een Amerikaanse thriller uit 2007 van regisseur Gregory Hoblit.

## Verhaal
Vliegtuigingenieur Ted Crawford is getuige van het feit dat zijn vrouw Jennifer een affaire heeft met rechercheur Rob Nunally. Hij wacht haar thuis op, spreekt rustig een laatste keer met haar en schiet haar vervolgens door het hoofd. Dan wacht hij rustig af tot de politie komt. Als Nunally ter plaatse is, vraagt hij alleen hem binnen. Ze leggen beiden hun pistool op de grond, waarna Crawford bekent wat hij gedaan heeft. Nunally ziet dan dat het om Jennifer, zijn geliefde, gaat en ontfermt zich over haar, waarna Crawford gearresteerd wordt.
Willy Beachum is een arrogante jonge officier van justitie die meer dan 90 procent van zijn zaken tot dusver won. Hij staat eigenlijk op het punt over te stappen naar een befaamd advocatenkantoor, maar laat zich overhalen de aanklacht tegen Crawford nog te behandelen. Met de bekentenis en het moordwapen in politiebezit, lijkt dat een eitje voor hem. Hij doet dan ook amper moeite om zich voor te bereiden. Beachum komt in de problemen wanneer bij het onderzoek blijkt dat het wapen dat de politie in bezit heeft nog nooit is afgevuurd. Wanneer Crawford tijdens een zitting verklaart dat rechercheur Nunally bovendien een affaire had met zijn vrouw, wordt de bekentenis die Crawford – alleen aan hem – aflegde nietig verklaard. Nunally is geen objectieve getuige. Beachum weet dat de hem daarmee constant tartende Crawford zijn vrouw door het hoofd schoot, maar staat zonder bewijs.
Tijdens drie grondige zoektochten vindt de politie geen tweede pistool in Crawfords huis, terwijl die de woning nooit verliet tussen het schot en het arriveren van de politie. Beachum klampt zich vast aan de hoop dat de in coma liggende Jennifer bijkomt, maar zonder veroordeling komt Crawford weer op vrije voeten en beslist hij dat de beademing van zijn vrouw wordt gestopt.
Per toeval realiseert Beachum zich opeens dat zowel Nunally als Crawford hetzelfde wapen bezitten. Hij ontdekt dat Crawford voor zijn misdaad zijn wapen met dat van Nunally heeft omgewisseld in een hotelkamer waar Jennifer en Nunally elkaar zagen. Crawford heeft zijn vrouw dus met Nunally's wapen neergeschoten, waarna de rechercheur naar het huis kwam met Crawfords wapen. Terwijl Nunally zich ontfermde over Jennifer, verwisselt Crawford beide wapens met elkaar. Hierdoor nam de rechercheur dus zijn eigen wapen, waarmee Jennifer is vermoord, weer mee terwijl het wapen van Crawford nog nooit was gebruikt.
Omdat Jennifer nu dood is kan de kogel uit haar hoofd onderzocht en gematcht worden met Nunally's wapen. Beachum confronteert Crawford met dit nieuwe bewijs. Crawford geeft toe dat het zo gegaan is, maar vertelt dat hij veilig is vanwege een rechtsregel die verbiedt dat iemand twee maal voor dezelfde aanklacht aangeklaagd kan worden (double jeopardy-clausule; ne bis in idem). Echter, Beachum legt uit dat Crawford nu aangeklaagd kan worden voor moord, terwijl hij eerder aangeklaagd werd voor poging tot moord. Jennifer leefde immers nog voordat de beademing werd stopgezet. Hierop wordt Crawford opnieuw gearresteerd.
De film eindigt met een nieuwe rechtszaak, waarbij Beachum de openbare aanklager is en Crawford deze keer omgeven is door een groep advocaten.

## Rolverdeling
| Acteur           | Personage           |
| ---------------- | ------------------- |
| Anthony Hopkins  | Ted Crawford        |
| Ryan Gosling     | Willy Beachum       |
| David Strathairn | Joe Lobruto         |
| Rosamund Pike    | Nikki Gardner       |
| Embeth Davidtz   | Jennifer Crawford   |
| Billy Burke      | Rob Nunally         |
| Cliff Curtis     | Detective Flores    |
| Fiona Shaw       | Judge Robinson      |
| Bob Gunton       | Judge Frank Gardner |
| Cooper Koch      | Kind                |

## Trivia
- Het gedicht dat Willy Beachum voorleest aan Jennifer Crawford is: Oh, the Places You'll Go! door Dr. Seuss
- Het feit dat Crawfords pistool nog nooit is afgevuurd klopt niet, want alle vuurwapens van Glock zijn 2 keer afgevuurd in de fabriek.
- De bouwsels waarin Crawford in zijn huis meerdere keren glazen knikkers rond laat rollen, zijn ontworpen door de Nederlander Mark Bischof.